# هاروی پکار
هاروی پکار (انگلیسی: Harvey Pekar; ۸ اکتبر ۱۹۳۹ – ۱۲ ژوئیهٔ ۲۰۱۰) یک نویسنده کمیک اهل ایالات متحده آمریکا بود. وی در زمینه نوشتن خودزندگی‌نامه فعالیت می‌کرد.